# Seconda lettera a Timoteo
La Seconda lettera a Timoteo è una delle tre lettere pastorali incluse nel Nuovo Testamento, in cui l'autore si identifica con Paolo di Tarso ma che la maggioranza degli studiosi accademici contemporanei ritiene pseudoepigrafa, cioè scritta da un altro autore, in un'epoca successiva all'apostolo.
Dal XVIII secolo si usa accomunare, sotto il nome di lettere pastorali, la Prima lettera a Timoteo, la Seconda lettera a Timoteo e la Lettera a Tito: in esse Paolo si rivolgerebbe ai suoi più stretti collaboratori Timoteo e Tito ai quali ha affidato il compito di seguire varie chiese da lui fondate.

## Composizione

### Autore
Nel testo della lettera, l'autore si presenta come Paolo di Tarso (Seconda lettera a Timoteo, 1,1-3) e la paternità di Paolo è sostenuta dalle fonti cristiane a partire dal 180.
Con la nascita della moderna critica biblica, a partire dal XIX secolo tale paternità è stata messa in discussione e oggi la maggioranza degli studiosi, anche appartenenti a istituzioni universitarie cristiane, considera questa lettera pseudoepigrafica, ovvero non attribuibile a Paolo, datandola tra la fine del I secolo e l'inizio del II secolo; altri, come il domenicano francese Ceslas Spicq, la considerano invece opera diretta dell'apostolo.

### Lingua e stile
La lettera è scritta in greco. Il periodare è spesso antitetico e affianca la critica agli avversari con le esortazioni a Timoteo.
Il genere letterario della lettera è molto diverso rispetto a quello delle altre due lettere pastorali e presenta maggiori punti di contatto con altri scritti neotestamentari. L'influenza culturale giudaica è più evidente e anche la struttura dello scritto è più vicina a quella del resto dell'epistolario paolino.

### Destinatari
La lettera è indirizzata a Timoteo, un collaboratore di Paolo convertito alla fede cristiana dall'apostolo a Listra, probabilmente durante il suo primo viaggio.
La lettera si presenta comunque non tanto come una lettera privata, ma come un testo diretto alla comunità in cui opera Timoteo. Come le altre lettere pastorali, anche questa si rivolge quindi probabilmente ai membri delle comunità cristiane della diaspora giudeo-ellenistica in Asia Minore.

### Temi
L'autore nella lettera ribadisce i temi paolini della professione di fede: la morte e risurrezione di Gesù come fonte di salvezza, la presenza dello Spirito Santo, la fiducia nel compimento dei tempi.

## Struttura e contenuto
Il primo capitolo contiene i saluti di Paolo e un invito a custodire e ravvivare il carisma ricevuto da Dio ("Dio infatti non ci ha dato uno spirito di timidezza, ma di forza, di carità e di prudenza", 1,7).
Nel capitolo successivo Paolo discute il senso delle sofferenze dell'apostolo cristiano ("Se moriamo con lui, con lui anche vivremo", 2,11) ed esorta a guardarsi dai falsi maestri.
Il terzo capitolo presenta un riferimento ai tempi futuri e all'arrivo di momenti difficili: Paolo scrive a Timoteo di guardarsi anche dalla gente che ha una religiosità solo apparente, ma ne disprezza la forza interiore. Il discepolo è invece invitato a seguire l'insegnamento e il modo di vivere di Paolo ("Tu però rimani saldo in quello che hai imparato e che credi fermamente", 3,14).
Nell'ultimo capitolo Paolo informa Timoteo dell'imminenza della sua morte ("...è giunto il momento che io lasci questa vita", 4,6) e lo esorta a continuare nel suo ministero di annuncio del Vangelo. La lettera si chiude con alcune raccomandazioni, un breve accenno alla difesa di Paolo in tribunale (che Paolo chiama "bocca del leone": 4,17) e i saluti finali.

### Riferimenti
1. ↑   2Tm 1,1-3, su La Parola - La Sacra Bibbia in italiano in Internet.
2. 1 2  Paolo Iovino, Lettere a Timoteo ; Lettera a Tito, Edizioni Paoline, 2005, ISBN 9788831529075, pp. 276-277.
3. 1 2  Norman Perrin, The New Testament: An Introduction, pp. 264-265; Werner Georg Kummel, Introduction to the New Testament, pp. 371-384.
4. ↑  Benjamin Fiore, S.J., The Pastoral Epistles: First Timothy, Second Timothy, Titus, Collegeville, Minnesota, 2007, p. 15.
5. ↑  Su questa posizione cfr. anche AA.VV. Le lettere di Paolo, EDB, 2008. J. Murphy O'Connor invece considera questa lettera, ma non le altre due, come opera autentica di Paolo (cit. in Philip H. Towner, The letters to Timothy and Titus, 2006).
6. 1 2 3 4  Paolo Iovino, "Lettere a Timoteo ; Lettera a Tito", 2005.
7. 1 2  Joseph Reuss, "Seconda lettera a Timoteo", 1966.
8. ↑   2Tm 1,7, su La Parola - La Sacra Bibbia in italiano in Internet.
9. ↑   2Tm 2,11, su La Parola - La Sacra Bibbia in italiano in Internet.
10. ↑   2Tm 3,14, su La Parola - La Sacra Bibbia in italiano in Internet.
11. ↑   2Tm 4,6, su La Parola - La Sacra Bibbia in italiano in Internet.
12. ↑   2Tm 4,17, su La Parola - La Sacra Bibbia in italiano in Internet.